# مرغ کدر نقاب‌دار
مرغ کدر نقاب‌دار (نام علمی: Tityra semifasciata) نام یک گونه از سرده مرغ کدر است.